# MV Sorrento
El Sorrento fue un transbordador de tipo Ro-Ro que se construyó en 2003 como Eurostar Valencia. Fue rebautizado en 2006. El 28 de abril de 2015 se incendió frente a Mallorca, España. Posteriormente fue desguazado.

## Incendio

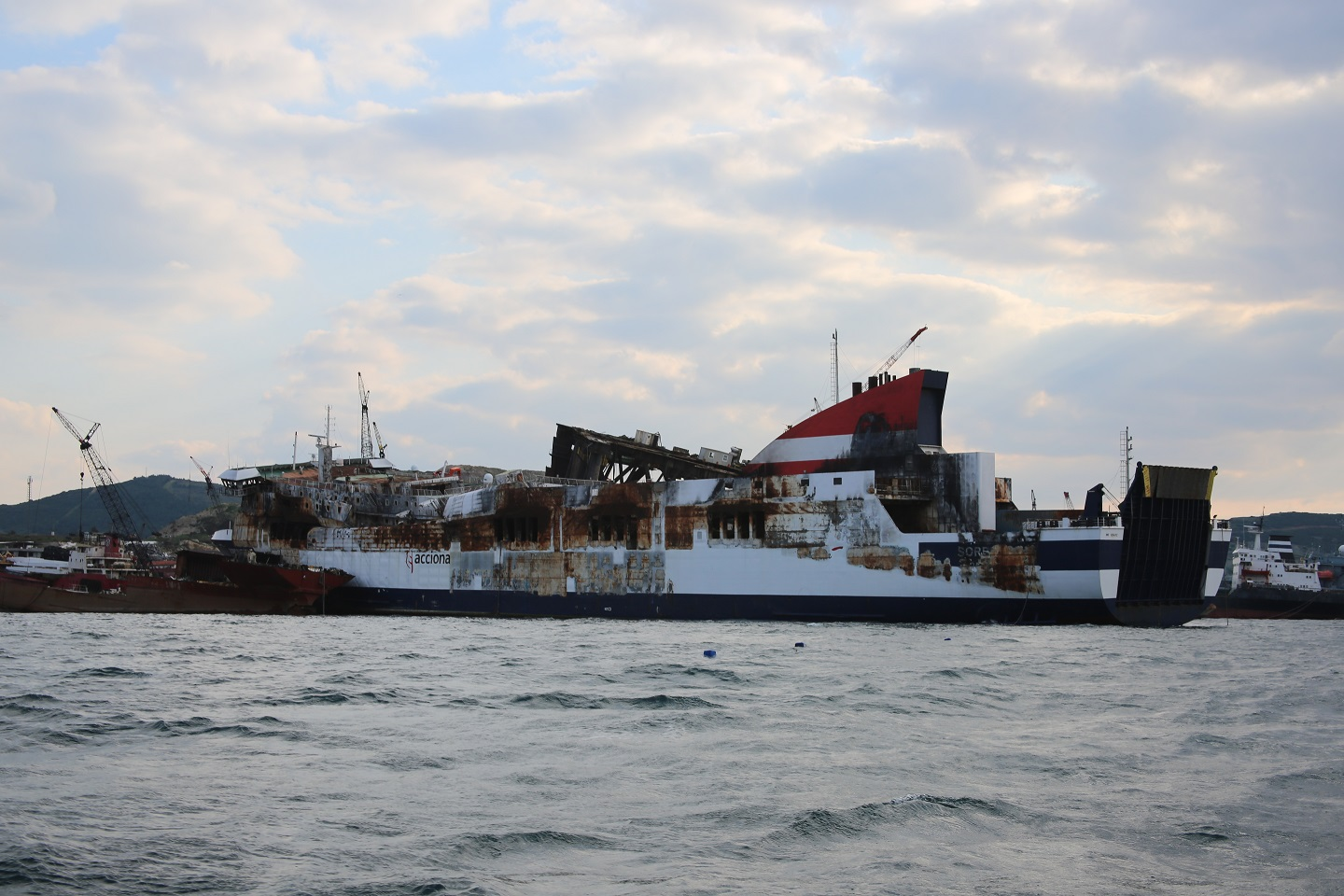
El Sorrento durante su desguace en Aliağa el 27 de marzo de 2016.

El 28 de abril de 2015, el Sorrento se incendió durante un viaje de Palma de Mallorca a Valencia. El barco se encontraba a 15 millas náuticas (27 km) de Mallorca cuando se descubrió un incendio en una de las cubiertas de vehículos. Se declaró una emergencia y varios barcos acudieron en ayuda del Sorrento, incluidos los transbordadores Publia y Visemar One. Publia rescató a la mayoría de los 156 pasajeros y tripulantes, que habían abandonado el barco en un bote salvavidas. Cuatro miembros de la tripulación resultaron heridos. Fueron sacados en helicóptero y trasladados al hospital de Palma de Mallorca. Ports de Balears dijo en una publicación de Twitter que temían que el Sorrento pudiera hundirse.
El 29 de abril de 2015 se anunció que se harían esfuerzos para llevar el ferry accidentado a un puerto en las Islas Baleares. Esto fue bien recibido por los ambientalistas, que criticaron una decisión dos semanas antes de remolcar un barco pesquero en llamas fuera del puerto en las Islas Canarias. Posteriormente, el Oleg Naydenov se hundió y creó un derrame de petróleo. El Sorrento había desarrollado grietas en su casco y estaba en peligro de hundirse a unas 25 millas náuticas (46 km) de Mallorca. Si se hundiera, esto tendría un efecto adverso en el parque natural de isla Dragonera. El pronóstico meteorológico para los próximos días era de un aumento de los vientos y la altura de las olas. El ferry quemado fue posteriormente remolcado a Sagunto, al norte de Valencia, donde llegó el 6 de mayo.